# Агропромисловий комплекс
Агропромисло́вий ко́мплекс — складова частина економіки, що поєднує в собі виробництво сільськогосподарської продукції, її сільськогосподарську переробку, матеріально-технічне обслуговування села.
Об'єднує галузі, що виготовляють засоби виробництва та обслуговування комплексу, а також галузі зі збереження, переробки та реалізації сільськогосподарської продукції.
В АПК входять три великі сфери галузей.
Перша сфера АПК — тракторне і сільськогосподарське машинобудування; машинобудування для харчової промисловості; агрохімія (виробництво мінеральних добрив і мікробіологічна промисловість); комбікормова промисловість; система матеріально-технічного обслуговування сільського господарства; меліоративне і сільське будівництво.
Друга сфера — рослинництво, тваринництво, рибальство.
Третя сфера АПК — харчова промисловість; холодильне, складське, спеціалізоване транспортне господарство; торговельні й інші підприємства й організації, що займаються доведенням кінцевого продукту до споживача, включаючи оптові ринки, роздрібну торгівлю і суспільне харчування. До кожної сфери варто також віднести відповідні галузі науки і підготовку кадрів.
Агропромисловий комплекс — багатогалузева виробнича система, в якій певна галузь виконує свою специфічну функцію.
Промисло́ве сільське́ господа́рство — інтенсивне вирощування домашньої птиці і тварин, інтенсивне ведення землеробства. Кури (на м'ясо та для одержання яєць) і телята — звичайні об'єкти для промислового вирощування. Деякі країни виступають проти використання антибіотиків і гормонів росту в промисловому вирощуванні, оскільки вони можуть накопичуватися в м'ясі тварин. Багато людей виступають проти промислового вирощування тварин як з моральних причин, так і з міркувань безпеки для здоров'я.

## Україна
Станом на липень 2018 року в агропромисловому комплексі України зайнято 3 мільйони осіб.
Частка аграрного виробництва в структурі економіки України, у разі продовження його державної підтримки, може зрости з 18 % до 25 %. За 6 місяців 2018 року зростання сільгосппродукції становило 11,4 %, а середньомісячна зарплата в сільському господарстві за січень-травень 2018 року — 6524 гривні, що на 24,5 % вище аналогічного показника попереднього року.
За даними державної статистики за 8 місяців 2018 року, близько 77 % українського аграрного експорту становить сировина. Щорічний врожай України — в середньому 60 млн тонн зерна, з яких 40 млн тонн йде на експорт у вигляді сировини. Іншими словами, ми втрачаємо можливість працевлаштовувати по 26,6 тис. людей на рік і недоотримуємо 4,8 трлн грн ВВП.

### Аграрна періодика
- Пропозиція [Архівовано 16 липня 2015 у Wayback Machine.] — універсальний український прикладний сільськогосподарський журнал.
- (рос.) Аграрник [Архівовано 8 липня 2015 у Wayback Machine.] — всеукраїнська газета для працівників АПК.
- (англ.) Delta Farm Press. [Архівовано 6 липня 2015 у Wayback Machine.]

### Регулятори
- Міністерство аграрної політики та продовольства України. [Архівовано 21 квітня 2016 у Wayback Machine.]
- (англ.) (фр.) (нім.) Directorate-General for Agriculture and Rural Development [Архівовано 25 квітня 2015 у Wayback Machine.] — Генеральний директорат аграрної політики Європейського Союзу.
- (англ.) (фр.) (рос.) Food and Agriculture Organization of the United Nations [Архівовано 11 липня 2012 у Wayback Machine.] — Продовольча та сільськогосподарська організація ООН.

### Науково-навчальні аграрні заклади
- Національний університет біоресурсів і природокористування України. [Архівовано 31 січня 2016 у Wayback Machine.]
- Національний лісотехнічний університет України. [Архівовано 11 травня 2022 у Wayback Machine.]